# Dillard (Géorgie)
Dillard est une ville américaine située dans le comté de Rabun dans l’État de Géorgie.

## Démographie
| 1910 | 1920 | 1930 | 1940 | 1950 | 1960 |
| ---- | ---- | ---- | ---- | ---- | ---- |
| 106  | 175  | 210  | 204  | 186  | 204  |

| 1970 | 1980 | 1990 | 2000 | 2010 | - |
| ---- | ---- | ---- | ---- | ---- | - |
| 186  | 238  | 199  | 198  | 339  | - |

## Traduction
- (en) Cet article est partiellement ou en totalité issu de l’article de Wikipédia en anglais intitulé « Dillard, Georgia » (voir la liste des auteurs).